# Qutebrowser
qutebrowser je multiplatformní webový prohlížeč využívající pro zobrazování webových stránek WebKit nebo Blink. Umožňuje ovládání klávesovými zkratkami ve stylu Vimu a nabízí minimalistické grafické uživatelské rozhraní. Je inspirován Vimperatorem a prohlížečem dwb.
Jako přednastavený webový vyhledávač nabízí DuckDuckGo.
Prohlížeč qutebrowser je vyvíjen v Pythonu a JavaScriptu a je uvolněn pod licencí GNU GPL, jedná se tedy o svobodný software.
Je dostupný v softwarových repozítářích řady linuxových distribucí a ke stažení rovněž pro Microsoft Windows, macOS, FreeBSD a OpenBSD.
Verze 1.0.0 vyšla v říjnu 2017.
V prosinci 2019 patřil mezi prohlížeče, pro které zablokovala firma Google svoje služby s odůvodněním, že nejsou bezpečné.